# Croton diasii
Croton diasii là một loài thực vật có hoa trong họ Đại kích. Loài này được Pires ex Secco & P.E.Berry mô tả khoa học đầu tiên năm 2001.